# Socialisme democràtic
La democràcia socialista o socialisme democràtic és una ideologia de crítica social que s'usa per part de diversos moviments, tendències i organitzacions per aclarir que la seva posició i propòsit és tant el socialisme com la democràcia, amb un èmfasi particular en la democràcia econòmica, la democràcia laboral i l'autogestió dels treballadors dins d'una economia socialista de mercat o una forma alternativa d'una economia socialista planificada descentralitzada.[4] Tot i que aquest terme s'utilitza sovint com a sinònim de socialdemocràcia és en realitat més àmplia, abastant diferents corrents.

## Corrents de pensament
Es pot argumentar que, com a concepte o objectiu polític, es remunta a François-Noël Babeuf, considerat un dels fundadors del socialisme, qui criticà als seus oponents: "No sembleu reunir al voltant vostre més que republicans, títol comú i molt equívoc: així, no prediqueu més que una república qualsevol. Nosaltres vam reunir tots els demòcrates i els plebeus, denominació que, sens dubte, adquireix un sentit més positiu: els nostres dogmes són la democràcia pura, la igualtat sense taca i sense reserva. "(Manifest dels Plebeus). Babeuf va ser un gran defensor de la Constitució de l'Any I la qual estava basada sobre la Declaració dels Drets de l'Home i del Ciutadà de 1789 però afegia alguns drets extra (com ara dret d'associació, treball, educació, assistència social, etc.) i establia constitucionalment el principi de la sobirania que emana de la voluntat popular.
Entre les posicions "reformistes" polítiques més conegudes es troben les d'Eduard Bernstein, que postula citant Friedrich Engels que el socialisme s'assoleix a través d'una lluita "prolongada, tenaç, avançant lentament de posició a posició", el que produirà una mena d'evolució del capitalisme. Bernstein postula la necessitat de tal reformisme atès que no es pot concebre un socialisme sense abundància de béns materials però, en els països en els quals hi ha la base econòmica per a produir aquesta abundància, el capitalisme pot "comprar" al proletariat, a través de la introducció de reformes i beneficis que anul·len la necessitat d'una insurrecció proletària. Al mateix temps, un partit proletari no pot estar aliè a la lluita per drets i beneficis tant de la societat en general com sindicals en particular, el que necessita la immersió de qualsevol partit no ja socialista sinó progressista en la vida política parlamentària. Les reformes que Bernstein està postulant no es refereixen només a un sistema de beneficis, siguin sindicals o socials, sinó que el sistema polític mateix -especialment el del seu temps- Per a ell, la democràcia és un concepte no només millorable sinó un objectiu polític al qual s'ha d'arribar -per exemple, a través de la lluita pel dret dels sindicats a participar no només en l'administració d'empreses sinó també en la direcció política d'un país- així, defineix democràcia, negativament, com: "l'absència del govern de classes (...) el principi de la supressió del govern de les classes tot i que no encara l'actual supressió de les classes".
Una altra posició dins d'aquesta visió general, però aquesta vegada des d'un punt de vista economicista, és la de Joseph Schumpeter, que -tot i no ser socialista en cap sentit de la paraula- argumenta -en la seva obra Capitalisme, Socialisme i Democràcia (1941)- que les "democràcies liberals" estan evolucionant des d'un capitalisme liberal cap a una democràcia socialista, a través del desenvolupament d'institucions d'autogestió dels treballadors, democràcia industrial i institucions reguladores de l'activitat econòmica, avui dia aquesta idea seria considerada més aviat com socialdemocràcia. A diferència de la posició de Bernstein, Schumpeter no percep com a necessària per a aquesta evolució l'acció política d'un partit "proletari". Des del seu punt de vista, l'origen de l'avanç cap al socialisme és el desenvolupament econòmic-industrial. Segons Schumpeter, la fi del capitalisme no es deurà -com va predir Marx- a les seves contradiccions internes. Són els seus èxits els que ho condemnen. Per aquest autor, el sistema capitalista no està amenaçat per la seva economia sinó per característiques sociològiques. El dinamisme del capitalisme és un procés de "destrucció creativa": els elements antiquats són constantment destruïts i reemplaçats.
Posteriorment Anthony Crosland suggereix que "una forma més benevolent de capitalisme" ha sorgit a partir de la segona Guerra Mundial i en conseqüència, és possible obtenir més igualtat social sense necessitat de transformacions econòmiques fonamentals, a través de la inversió del dividend del creixement econòmic -que es deriva del maneig i administració eficient de l'economia, gràcies, en part, a la intervenció estatal (veure economia mixta)- en serveis públics "pro pobres" en lloc d'haver de recórrer a mesures de redistribució fiscals (és a dir, en lloc d'haver d'augmentar impostos). Però a la visió de Crosland el "partit dels treballadors" reprèn la seva importància, no tant per liderar un avanç al socialisme en una lluita tenaç d'oposats com per avançar en aquesta direcció a través de la trobada de consensos polítics.
Nikos Pulandzàs creu que l'estat funciona no només simplement com un instrument d'opressió de classes, sinó com un sistema de concreció d'aliances tant entre com en sectors dintre d'elles. Això significa que en un sistema capitalista madur -com la majoria dels països industrialitzats moderns- el sistema es fragmenta, en la mesura que els treballadors formen aliances amb sectors burgesos per tal d'aconseguir objectius puntuals però significants i, potencialment, incrementals.
Entre les posicions que es diferencien profundament de les anteriors trobem el "socialisme des de baix", proposat per Hal Draper, que contrasta, en la visió d'aquest autor, tant a l'estalinisme com a la socialdemocràcia, que serien variacions del "socialisme des de dalt".
Un altre corrent proper a l'anterior és el socialisme llibertari representat, entre d'altres, per Peter Hain, (actual Secretari d'Estat de Treball i Pensions, i Secretari d'Estat per Gal·les al Regne Unit) que entén per socialisme una política oposada a l'autoritarisme.
Visions similars es troben entre els seguidors del marxisme llibertari i del socialisme autogestionari, per als que el centre del socialisme és la participació activa de la població en general i els treballadors en particular en el maneig de l'economia. Des d'aquest punt de vista, tant les nacionalitzacions com la planificació estatal són característiques del Socialisme d'Estat. Per a aquests autors en general la diferència entre el socialisme "des de baix" i els "autoritaris" és de major importància que entre "reformistes" i "revolucionaris".
Hi ha altres definicions que es poden veure com intermèdies o fora de l'esquema generat pels conjunts ideològics exposats, i alguns pensadors com David Schweickart i altres defensors de la democràcia econòmica proposen visions del socialisme de mercat, congruents amb concepcions llibertàries, mentre altres com Oskar Lange prenen una posició més "tècnica" sobre com s'han d'implementar aquests mecanismes de mercat. Això ha portat a alguns "llibertaris" a criticar durament algunes implementacions (per exemple, el socialisme autogestionari) d'aquestes idees.
Bogdan Denitch concep el socialisme democràtic com una tradició autònoma, però propera a la socialdemocràcia, que busca una reorganització radical de la societat a través de la propietat pública, el control obrer del procés de producció i polítiques redistributives.
Mikhaïl Gorbatxov va descriure la perestroika com la construcció d'un "socialisme nou, humà i democràtic". Posteriorment. alguns partits comunistes s'han rellançat com "partits socialistes democràtics".

## Governs socialistes democràtics
Entre els països que han tingut governs socialistes democràtics destaquen l'Índia, sota el Congrés Nacional Indi; Sri Lanka sota Sirimavo Bandaranaike; França sota François Mitterrand, Juan Bosch (1963), Antonio Guzmán (1978-1982), Jaime Majluta (1982) i Hipolito Mejia (2000-2004) tots del Partit Revolucionari Dominicà, Jamaica sota Michael Manley, Suècia sota el govern d'Olof Palme i Xile sota el govern de la Unitat Popular de Salvador Allende.